# خلیفه‌ای (دشتستان)
خلیفه‌، روستایی است از توابع بخش شبانکاره در شهرستان دشتستان استان بوشهر ایران.

## جمعیت
این روستا در دهستان شبانکاره قرار داشته و براساس سرشماری سال ۱۳۹۵ جمعیت آن ۱۹۷۶ نفر می‌باشد. بر همین اساس در سال ۱۳۸۵ جمعیت آن ۱۲۲۵نفر (۲۵۸خانوار) بوده‌است.